# Eberhard Cronemeyer

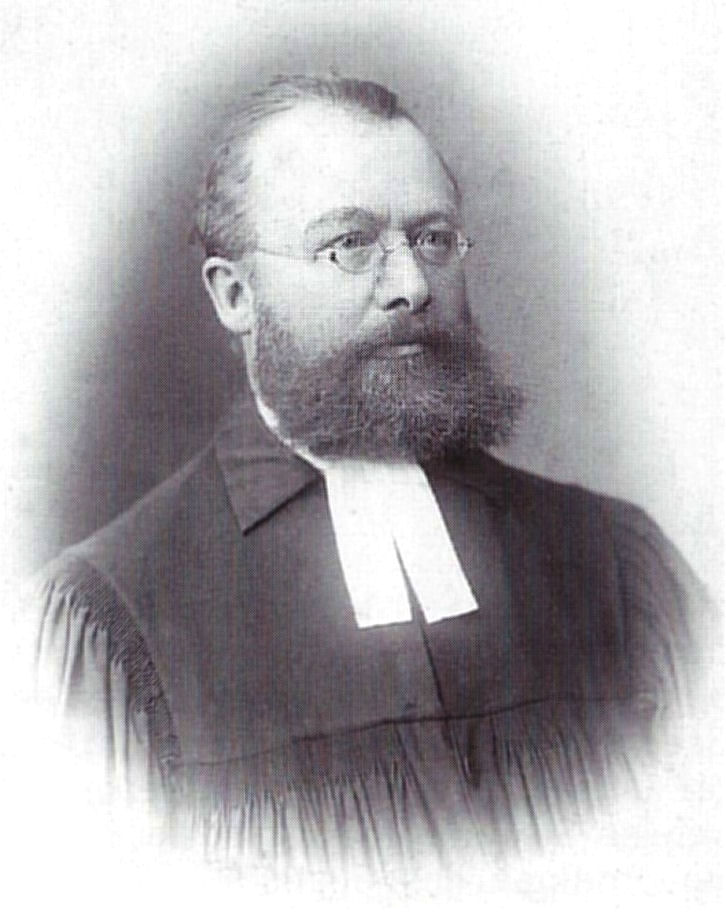
Eberhard Cronemeyer

Eberhard Cronemeyer (* 24. Juli 1842 auf Rittergut Hovedissen, Fürstentum Lippe; † 24. Juni 1896 in Detmold) war ein deutscher Theologe. Bei Bremerhaven gründete er Friedrich-Wilhelmsdorf, eine Kolonie für Arbeits- und Obdachlose.

## Leben
Cronemeyer besuchte in Herford und Detmold das Gymnasium. Danach studierte er Evangelische Theologie in Tübingen und Berlin. Mit 25 Jahren bestand er das Examen und wurde Rektor der Höheren Bürgerschule in Oerlinghausen und Frühprediger in Lage und Detmold. 1877 wurde der Vater von drei Kindern als einer von sechs Bewerbern an die Große Kirche in Bremerhaven berufen. Dort gründete er mehrere Sozialhilfeeinrichtungen, bevor 1883 im  Deutschen Kaiserreich die Sozialversicherung entstand.

### Wirken
1879 gründete Cronemeyer den Frauenverein der Vereinigten Evangelischen Gemeinde. 1884 wurde mit seiner Hilfe der "Verein zur Förderung des Volkswohls" ins Leben gerufen. Eine Volksküche und eine Naturalverpflegestation (ähnlich den heutigen  Tafeln) in der Geestemünder Ankerstraße halfen den Menschen, die auf soziale Unterstützung angewiesen waren. In der Schifferstraße kam ein Arbeiterheim hinzu, in der Deichstraße ein Kinderhort, die Station der Seemannsmission. Mit städtischer Unterstützung gelang es, die erste öffentliche Einrichtung zu schaffen, in der auch Wannenbäder genommen werden konnten.
„Arbeit statt Almosen“ ist das Prinzip, nach dem Friedrich von Bodelschwingh der Ältere bei Bielefeld die nach ihm benannten Anstalten der Inneren Mission errichtete. Den „Brüdern von der Landstraße“, wie Bodelschwingh sie nannte, wurde dort geholfen. Ebendieses „Vagabundentum“ ging Cronemeyer in Bremerhaven nahe. Nichtsesshafte, d. h. oft erwerbslos gewordene Handwerkergesellen klopften oft bei dem Pastor der Großen Kirche an, der ihnen gern ein Zuhause gegeben und Arbeit angeboten hätte, von der sie sich hätten ernähren können. Während einer Zugfahrt auf der Strecke zwischen Bremerhaven und Bremen kam ihm die Idee beim Blick aus dem Fenster auf Moor und Heide in der Nähe von Düring: „Hier könnte eine Heimat- und Arbeiterkolonie entstehen – bewohnt von Tagelöhnern und Ansiedlern, die Brachland kultivieren und durch Bodenerträge eine Lebensgrundlage gewinnen wollen.“.

### Friedrich-Wilhelmsdorf – eine Moorkolonie bei Düring

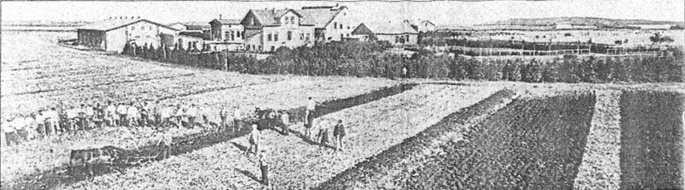
Friedrich-Wilhelms-Dorf

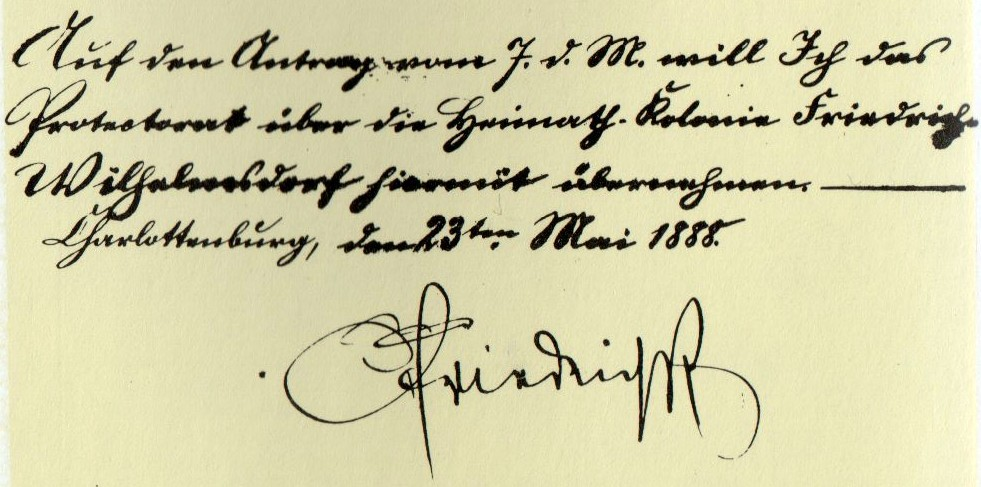
Kaiser Friedrich III. übernahm das Protektorat für die Heimatkolonie in Düring.

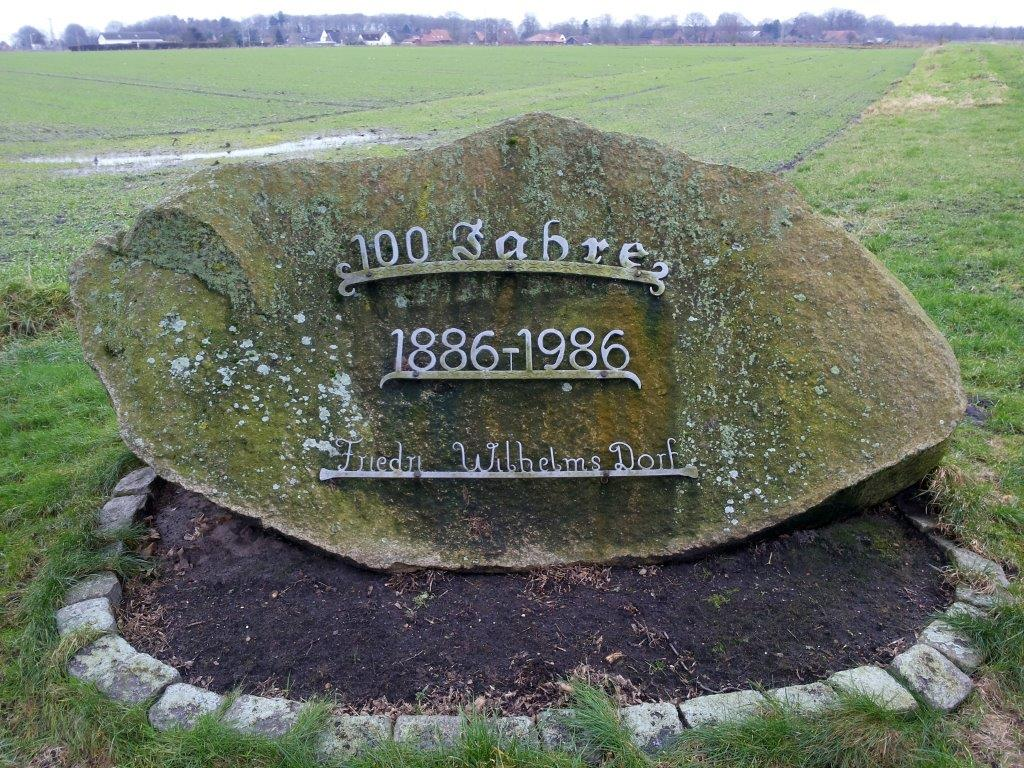
100 Jahre Friedrich-Wilhelms-Dorf

Um 1877 hatten erboste Bürger den Nordwestdeutschen Verein gegen das Moorbrennen gegründet. Statt mit Asche die nährstoffarmen Moorböden zu düngen, wollte Cronemeyer Seeschlick von Baggerarbeiten im Hafen einsetzen. Durch solche Hilfe zur Selbsthilfe könne vielen Menschen geholfen werden, wie der Pastor in Denkschriften vorstellte.  Bodelschwingh vermittelte Cronemeyer eine Audienz bei  Kronprinz Friedrich Wilhelm, der seine Hilfe zusagte. Der Landwirtschaftsminister Robert Lucius von Ballhausen stellte 3000 Mark zur Verfügung. Der gleiche Betrag kam von der Friedrich-Wilhelm-Victoria-Stiftung. Gemeindeglieder der Großen Kirche stifteten 2000 Mark. Bremerhavens Stadtverwaltung schenkte 1000 Mark. Bremer Freunde des Unternehmens brachten 4500 Mark auf. Der Bremer Frauenverein bewilligte für fünf Jahre jeweils 300 Mark. Nach langer Suche fand Cronemeyer günstiges Terrain in der Nähe vom Bahnhof Loxstedt. Dürings Dorfvorsteher Sasse vermittelte den Ankauf von 30  Morgen Moorland am Damm der Bahnstrecke Bremen–Bremerhaven. Hinzu gewann er das Vorkaufsrecht für 500 Morgen, jedoch nur bis zum 1. Januar 1888, für den Preis von durchschnittlich 35 Mark pro Morgen.
Am 22. September 1886 wurde auf 7,5 ha Moorland die Heimatkolonie „Friedrich-Wilhelms-Dorf“ bei Düring eingeweiht. 
Am Eröffnungstag gab es eine Baracke mit Platz für 14 Personen. Zwei Plätze wurden von einem Diakon und einem Koch belegt. Die Kolonisten bekamen Wohnung und Essen frei sowie 50 Pfennige als Lohn. Seeschlick wurde mit Sonderzügen bis an die Grenze der Kolonie geliefert und dann auf den Boden der Kolonie verteilt. Nach einem Jahr war die Hälfte der Fläche kultiviert. Es blieb ein Gewinn von 700 Mark übrig. Ein zweites Gebäude, Ställe und eine Fabrik für Torfstreu konnten gebaut werden. Bis zu 34 Männer hatten nun Arbeit und Unterkunft.
1892 wurde ein Trägerverein tätig, nicht mehr Eberhard Cronemeyer als Person. Der Verein erhielt später den Namen „Verein für Bodenkultur und Siedlung“. Zum Vorstand gehörten außer Cronemeyer der Landrat des damaligen Kreises Geestemünde, Gutsbesitzer und Kaufleute der Region. Die Produkte wurden auf den Wochenmärkten der Umgebung verkauft. In schwierigen Zeiten nahm Cronemeyer einen privaten Kredit auf.
Ab 1890 lebten außer Tagelöhnern auch Ansiedler in Friedrich-Wilhelmsdorf. Jede Siedlerstelle bestand aus 10.000 m2 mit einem Siedlungshaus und kostete 5000 Mark. Die jährliche Pacht belief sich auf 250–300 Mark. Zur Jahrhundertwende waren sieben Bauernhöfe entstanden, „nämlich das Haupthaus, das auch Gut Friedrich-Wilhelmsdorf genannt wurde, mit Schmiede und Kapelle und anderen Gebäuden sowie sechs Kolonate“. Die ersten Ansiedler waren Wilhelm Bostelmann, Wilhelm Fischer, Hinrich Harling, Hermann Grotheer, Heinrich Mensing und Georg Zahnleuter. Später kamen einige Eigenheime hinzu.
In der „Kolonie“ leben heute etwa 100 der knapp über 800 Einwohner Dürings. „Die Kolonie gehört also einfach dazu, wie alles andere auch“, erklärt Ortsvorsteher Manfred Koppe. Er findet, das Besondere am Leben in der Kolonie sei „die Weite der Landschaft, die Natur, die gleich neben der Straße beginnt und die Größe der Grundstücke, das ist echte Lebensqualität“.

### Lebensende
Während es Friedrich-Wilhelmsdorf gut ging, ließen die gesundheitlichen Kräfte Cronemeyers nach. Herz- und leberkrank starb er mit 53 Jahren in Detmold – in seiner Heimat; aber inzwischen hatte der Trägerverein 200 Mitglieder. Aus ganz Deutschland kamen jährlich 10.000 Mark zusammen. 1898 wurde in Friedrich-Wilhelmsdorf ein Denkmal zu Ehren Eberhard Cronemeyers enthüllt.

### Veröffentlichungen
Cronemeyer verfasste Predigten, einen Leitfaden für den Religionsunterricht, Schriften über die Heimath-Kolonie und die Besserungskolonie Friedrich Wilhelmsdorf sowie 50 Lieder für gemeinschaftliche und einsame Andacht.

## Quellen

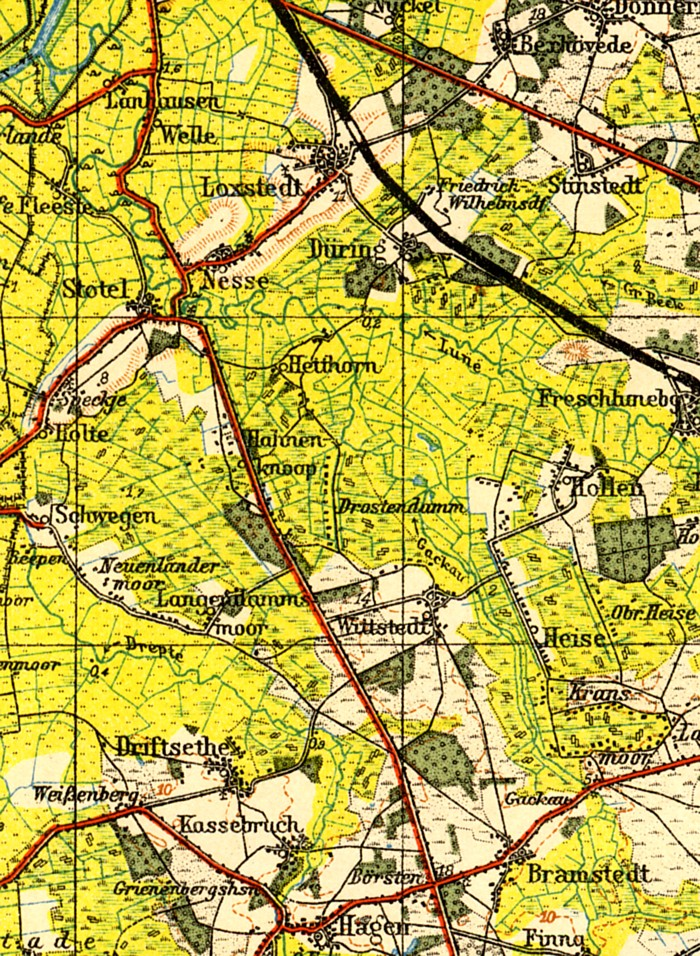
Lage von Friedrich-Wilhelmsdorf an der Bahnstrecke Geestemünde–Bremen (1906)